# MTV 80s (Reino Unido e Irlanda)
MTV 80s é um canal de televisão por assinatura operado pela Paramount Networks UK & Australia que apresenta videoclipes da década de 1980. Substituiu o MTV Classic no dia 31 de março de 2022.

## História
De 28 de fevereiro a 31 de março de 2020, a MTV 80s foi transmitida em modo de teste, substituindo a MTV Classic.
No dia 15 de março de 2022, a MTV anunciou que o MTV Classic e o MTV Base seriam fechados no dia 31 do mesmo mês e substituídos por versões locais dos canais MTV 80s e MTV 90s, respectivamente, como parte da reestrutura do Paramount Networks UK & Australia.
A partir das 5:00 GMT do dia 31 de março de 2022, o MTV 80s foi oficialmente lançado e o MTV Classic fechado. O primeiro videoclipe exibido no canal foi "The Sun Always Shines on TV" da banda A-ha.

## Canais regionais

### Nova Zelândia
Em 6 de julho de 2020, o canal foi lançado na Nova Zelândia substituindo a versão australiana do MTV Classic.

### Europa
Em 5 de outubro de 2020, o canal foi lançado na Europa substituindo o VH1 Classic Europe. O canal também é transmitido na América Latina (exceto Brasil) e Caribe substituindo o feed europeu do VH1 Classic, e no Oriente Médio e Norte da África por meio da rede beIN.